# Sezai
Sezai ist ein türkischer männlicher Vorname persischer Herkunft mit der Bedeutung „passend, geeignet“.

## Namensträger
- Sezai Demircan (geb. 1985), deutsch-türkischer Fußballspieler
- Sezai Karakoç (1933–2021), türkischer Dichter
- Sezai Temelli (geb. 1963), kurdisch-türkischer Politiker